# 31 (فلم)
31 هو فيلم رعب تم إنتاجه في الولايات المتحدة والمملكة المتحدة وصدر سنة 2016 بطولة شيري مون زومبي وريتشارد بريك ومالكولم ماكدويل.

## القصة
تدور أحداث الفيلم عن اختطاف خمسة من عاملي الاحتفالات واحتجازهم رهائن في قاعة مهجورة تشبه مُجمع المباني، حيث يُرغمون على المشاركة في لعبة عنيفة وخطيرة، ينص قانونها على أن تناضل لتظل حيًا طيلة اثنتي عشرة ساعة في مواجهة عصابة من المهرجين الساديين.

## الميزانية والإيرادات
كلف الفيلم 1.5 مليون دولار وحقق أرباح تقدر بـ 850,419 دولار.

## وصلات خارجية
- مقالات تستعمل روابط فنية بلا صلة مع ويكي بيانات